# Tournoi préolympique masculin de water-polo 2016
Cet article traite du tournoi de qualification masculin. Pour le tournoi féminin, voir Tournoi préolympique féminin de water-polo 2016.
Le tournoi prélomypique masculin de water-polo pour les Jeux olympiques d'été de 2016 se tient à Trieste, en Italie, du 3 au 10 avril 2016. L'ensemble des matchs du tournoi se sont déroulés à la piscine Bruno Bianchi, piscine portant le nom d'un nageur italien ayant concouru aux Jeux olympiques d'été de 1960 et de 1964.

## Acteurs du tournoi préolympique

### Équipes qualifiées
| Compétition                             | Date                | Lieu             | Places | Qualifiés |
| --------------------------------------- | ------------------- | ---------------- | ------ | --- |
| Pays organisateur                       | -                   | -                | 1      | Italie |
| Jeux panaméricains de 2015              | 7-15 juillet 2015   | Toronto, Canada  | 1      | Canada (3e place) |
| Tournoi de qualification asiatique      | 16-20 décembre 2015 | Foshan, Chine    | 1      | Kazakhstan (3e place) |
| Championnat d'Europe de water-polo 2016 | 10-23 janvier 2016  | Belgrade, Serbie | 8      | Hongrie (3e place) Espagne (5e place) Russie (8e place) France (9e place) Roumanie (10e place) Allemagne (11e place) Pays-Bas (12e place) Slovaquie (13e place) |
| Sélection continentale africaine        | -                   | -                | 1      | Afrique du Sud |
| Total                                   |                     |                  | 12     | |

## Premier tour

### Groupe A

#### Classement
| Rang | Équipe    | Pts | J | G | N | P | Bp | Bc | Diff |
| ---- | --------- | --- | - | - | - | - | -- | -- | ---- |
| 1    | Hongrie   | 9   | 5 | 4 | 1 | 0 | 73 | 44 | +29  |
| 2    | Canada    | 8   | 5 | 3 | 2 | 0 | 55 | 44 | +11  |
| 3    | France    | 6   | 5 | 3 | 0 | 2 | 46 | 56 | -10  |
| 4    | Roumanie  | 4   | 5 | 1 | 2 | 2 | 50 | 53 | -3   |
| 5    | Russie    | 3   | 5 | 1 | 1 | 3 | 40 | 49 | -9   |
| 6    | Slovaquie | 0   | 5 | 0 | 0 | 5 | 39 | 57 | -18  |

#### Matchs
| 3 avril 2016 | Russie           | 6 - 7                | Canada                 | Polo Natatorio Bruno Bianchi, Trieste                           |                                                                 |
| 13h50        | P. Khalturin (3) | (1-1, 2-2, 2-1, 1-3) | J. Boyd, J. Conway (2) | Spectateurs : 200 Arbitrage : Sergio Galindo Georgios Stavridis | Spectateurs : 200 Arbitrage : Sergio Galindo Georgios Stavridis |
| 13h50        | Rapport          |                      |                        | Spectateurs : 200 Arbitrage : Sergio Galindo Georgios Stavridis | Spectateurs : 200 Arbitrage : Sergio Galindo Georgios Stavridis |

| 3 avril 2016 | France          | 7 - 13               | Hongrie                | Polo Natatorio Bruno Bianchi, Trieste                          |                                                                |
| 15h10        | M. Iždinský (3) | (0-6, 4-2, 0-3, 3-2) | M. Vámos, D. Varga (3) | Spectateurs : 300 Arbitrage : Filippo Gomez Viktor Salnichenko | Spectateurs : 300 Arbitrage : Filippo Gomez Viktor Salnichenko |
| 15h10        | Rapport         |                      |                        | Spectateurs : 300 Arbitrage : Filippo Gomez Viktor Salnichenko | Spectateurs : 300 Arbitrage : Filippo Gomez Viktor Salnichenko |

| 3 avril 2016 | Slovaquie          | 11 - 13              | Roumanie       | Polo Natatorio Bruno Bianchi, Trieste                    |                                                          |
| 16h30        | quatre joueurs (2) | (4-3, 2-5, 3-2, 2-3) | T. Negrean (6) | Spectateurs : 350 Arbitrage : Radoslaw Koryzna Henk Smit | Spectateurs : 350 Arbitrage : Radoslaw Koryzna Henk Smit |
| 16h30        | Rapport            |                      |                | Spectateurs : 350 Arbitrage : Radoslaw Koryzna Henk Smit | Spectateurs : 350 Arbitrage : Radoslaw Koryzna Henk Smit |

| 4 avril 2016 | Canada            | 14 - 14              | Hongrie                | Polo Natatorio Bruno Bianchi, Trieste                  |                                                        |
| 16h30        | N. Constantin (4) | (3-4, 4-4, 4-5, 3-1) | Manhercz, D. Varga (3) | Spectateurs : 200 Arbitrage : Joseph Peila Dion Willis | Spectateurs : 200 Arbitrage : Joseph Peila Dion Willis |
| 16h30        | Rapport           |                      |                        | Spectateurs : 200 Arbitrage : Joseph Peila Dion Willis | Spectateurs : 200 Arbitrage : Joseph Peila Dion Willis |

| 4 avril 2016 | Roumanie     | 11 - 12              | France            | Polo Natatorio Bruno Bianchi, Trieste                             |                                                                   |
| 17h50        | R. Szabo (3) | (4-3, 3-3, 3-4, 1-2) | U. Crousillat (5) | Spectateurs : 350 Arbitrage : Gernot Häntschel Georgios Stavridis | Spectateurs : 350 Arbitrage : Gernot Häntschel Georgios Stavridis |
| 17h50        | Rapport      |                      |                   | Spectateurs : 350 Arbitrage : Gernot Häntschel Georgios Stavridis | Spectateurs : 350 Arbitrage : Gernot Häntschel Georgios Stavridis |

| 4 avril 2016 | Russie            | 7 - 4                | Slovaquie      | Polo Natatorio Bruno Bianchi, Trieste                        |                                                              |
| 19h10        | trois joueurs (2) | (2-0, 3-3, 0-1, 2-0) | M. Kolárik (3) | Spectateurs : 400 Arbitrage : Filippo Gomez Vojin Putniković | Spectateurs : 400 Arbitrage : Filippo Gomez Vojin Putniković |
| 19h10        | Rapport           |                      |                | Spectateurs : 400 Arbitrage : Filippo Gomez Vojin Putniković | Spectateurs : 400 Arbitrage : Filippo Gomez Vojin Putniković |

| 5 avril 2016 | Hongrie       | 12 - 8               | Roumanie       | Polo Natatorio Bruno Bianchi, Trieste                 |                                                       |
| 13h50        | M. Szívós (4) | (4-2, 2-3, 4-1, 2-2) | T. Negrean (3) | Spectateurs : 200 Arbitrage : Filippo Gomez Henk Smit | Spectateurs : 200 Arbitrage : Filippo Gomez Henk Smit |
| 13h50        | Rapport       |                      |                | Spectateurs : 200 Arbitrage : Filippo Gomez Henk Smit | Spectateurs : 200 Arbitrage : Filippo Gomez Henk Smit |

| 5 avril 2016 | Slovaquie         | 9 - 11               | Canada             | Polo Natatorio Bruno Bianchi, Trieste                           |                                                                 |
| 15h10        | trois joueurs (2) | (2-2, 1-5, 3-2, 3-2) | quatre joueurs (2) | Spectateurs : 300 Arbitrage : Gernot Häntschel Radoslaw Koryzna | Spectateurs : 300 Arbitrage : Gernot Häntschel Radoslaw Koryzna |
| 15h10        | Rapport           |                      |                    | Spectateurs : 300 Arbitrage : Gernot Häntschel Radoslaw Koryzna | Spectateurs : 300 Arbitrage : Gernot Häntschel Radoslaw Koryzna |

| 5 avril 2016 | France            | 12 - 11              | Russie           | Polo Natatorio Bruno Bianchi, Trieste                     |                                                           |
| 16h30        | U. Crousillat (4) | (3-3, 5-4, 2-2, 2-2) | P. Khalturin (4) | Spectateurs : 300 Arbitrage : Sergio Galindo Joseph Peila | Spectateurs : 300 Arbitrage : Sergio Galindo Joseph Peila |
| 16h30        | Rapport           |                      |                  | Spectateurs : 300 Arbitrage : Sergio Galindo Joseph Peila | Spectateurs : 300 Arbitrage : Sergio Galindo Joseph Peila |

## Groupe B

### Classement
| Rang | Équipe         | Pts | J | G | N | P | Bp | Bc | Diff |
| ---- | -------------- | --- | - | - | - | - | -- | -- | ---- |
| 1    | Italie         | 8   | 5 | 4 | 0 | 1 | 67 | 26 | +41  |
| 2    | Pays-Bas       | 8   | 5 | 4 | 0 | 1 | 46 | 36 | +10  |
| 3    | Espagne        | 8   | 5 | 4 | 0 | 1 | 55 | 25 | +30  |
| 4    | Allemagne      | 3   | 5 | 1 | 1 | 3 | 53 | 46 | +7   |
| 5    | Kazakhstan     | 3   | 5 | 1 | 1 | 3 | 34 | 55 | -21  |
| 6    | Afrique du Sud | 0   | 5 | 0 | 0 | 5 | 21 | 88 | -67  |

## Phase finale
|  | Quarts de finale   | Quarts de finale |                  |                  | Demi-finales           | Demi-finales           |   |  | Finale           | Finale           |
|  | Quarts de finale   | Quarts de finale |                  |                  | Demi-finales           | Demi-finales           |   |  | Finale           | Finale           |
|  |                    |                  |                  |                  |                        |                        |   |  |                  |                  |
|  | 8 avril à 16h00    | 8 avril à 16h00  |                  |                  | 8 avril à 19h00        | 8 avril à 19h00        |   |  | 10 avril à 17h00 | 10 avril à 17h00 |
|  | 8 avril à 16h00    | 8 avril à 16h00  |                  |                  | 8 avril à 19h00        | 8 avril à 19h00        |   |  | 10 avril à 17h00 | 10 avril à 17h00 |
|  | [A1] Hongrie       | 8                |                  |                  | 8 avril à 19h00        | 8 avril à 19h00        |   |  | 10 avril à 17h00 | 10 avril à 17h00 |
|  | [A1] Hongrie       | 8                |                  |                  | 8 avril à 19h00        | 8 avril à 19h00        |   |  | 10 avril à 17h00 | 10 avril à 17h00 |
|  | [B4] Allemagne     | 7                |                  |                  | 8 avril à 19h00        | 8 avril à 19h00        |   |  | 10 avril à 17h00 | 10 avril à 17h00 |
|  | [B4] Allemagne     | 7                | Hongrie          | 15               |                        |                        |   |  | 10 avril à 17h00 | 10 avril à 17h00 |
|  | 8 avril à 19h00    |                  | Hongrie          | 15               |                        |                        |   |  | 10 avril à 17h00 | 10 avril à 17h00 |
|  |                    | France           | 9                |                  |                        |                        |   |  | 10 avril à 17h00 | 10 avril à 17h00 |
|  | [A3] France (pen.) | France           | 9                | 8 (4)            |                        |                        |   |  | 10 avril à 17h00 | 10 avril à 17h00 |
|  | [A3] France (pen.) |                  |                  | 8 (4)            |                        |                        |   |  | 10 avril à 17h00 | 10 avril à 17h00 |
|  | [B2] Pays-Bas      | 8 (3)            |                  |                  |                        |                        |   |  | 10 avril à 17h00 | 10 avril à 17h00 |
|  | [B2] Pays-Bas      | 8 (3)            | Hongrie          | 10               |                        |                        |   |  |                  |                  |
|  | 8 avril à 17h30    |                  | Hongrie          | 10               |                        |                        |   |  |                  |                  |
|  |                    | Italie           | 8                |                  |                        |                        |   |  |                  |                  |
|  | [A2] Canada        | Italie           | 8                | 7                |                        |                        |   |  |                  |                  |
|  | [A2] Canada        | 8 avril à 20h30  |                  | 7                |                        |                        |   |  |                  |                  |
|  | [B3] Espagne       | 8                |                  |                  |                        |                        |   |  |                  |                  |
|  | [B3] Espagne       | 8                | Espagne          | 5                |                        |                        |   |  |                  |                  |
|  | 8 avril à 20h30    | 8 avril à 20h30  | Espagne          | 5                | Match pour la 3e place | Match pour la 3e place |   |  |                  |                  |
|  | 8 avril à 20h30    | 8 avril à 20h30  |                  | Italie           | Match pour la 3e place | Match pour la 3e place | 6 |  |                  |                  |
|  | [A4] Roumanie      | 7                | 10 avril à 15h30 | 10 avril à 15h30 |                        |                        | 6 |  |                  |                  |
|  | [A4] Roumanie      | 7                | 10 avril à 15h30 | 10 avril à 15h30 |                        |                        |   |  |                  |                  |
|  | [B1] Italie        | 8                |                  | France           | 4                      |                        |   |  |                  |                  |
|  | [B1] Italie        | 8                |                  | France           | 4                      |                        |   |  |                  |                  |
|  |                    |                  |                  |                  |                        |                        |   |  | Espagne          | 16               |
|  |                    |                  |                  |                  |                        |                        |   |  | Espagne          | 16               |

### Quarts de finale

#### Matchs
| 8 avril 2016 | Hongrie      | 8 - 7                | Allemagne                  | Polo Natatorio Bruno Bianchi, Trieste                          |                                                                |
| 16h00        | D. Varga (3) | (1-0, 4-2, 2-1, 1-4) | E. Bukowski, H. Nossek (2) | Spectateurs : 400 Arbitrage : Adrian Alexandrescu Joseph Peila | Spectateurs : 400 Arbitrage : Adrian Alexandrescu Joseph Peila |
| 16h00        | Rapport      |                      |                            | Spectateurs : 400 Arbitrage : Adrian Alexandrescu Joseph Peila | Spectateurs : 400 Arbitrage : Adrian Alexandrescu Joseph Peila |

| 8 avril 2016 | Canada                  | 7 - 8                | Espagne       | Polo Natatorio Bruno Bianchi, Trieste                           |                                                                 |
| 17h30        | J. Boyd, J. McElroy (2) | (1-2, 2-2, 0-3, 4-1) | G. Molina (3) | Spectateurs : 1 000 Arbitrage : Vojin Putniković Balázs Székely | Spectateurs : 1 000 Arbitrage : Vojin Putniković Balázs Székely |
| 17h30        | Rapport                 |                      |               | Spectateurs : 1 000 Arbitrage : Vojin Putniković Balázs Székely | Spectateurs : 1 000 Arbitrage : Vojin Putniković Balázs Székely |

| 8 avril 2016 | France                                                              | 8 - 8                | Pays-Bas                                                            | Polo Natatorio Bruno Bianchi, Trieste                        |                                                              |
| 19h00        | A. Camarasa (3)                                                     | (1-3, 2-1, 2-2, 3-2) |                                                                     | Spectateurs : 600 Arbitrage : Filippo Gomez Radoslaw Koryzna | Spectateurs : 600 Arbitrage : Filippo Gomez Radoslaw Koryzna |
| 19h00        | Rapport                                                             |                      |                                                                     | Spectateurs : 600 Arbitrage : Filippo Gomez Radoslaw Koryzna | Spectateurs : 600 Arbitrage : Filippo Gomez Radoslaw Koryzna |
| 19h00        | · M. Peisson · T. Simon · U. Crousillat · M. Iždinský · M. Marzouki | Tirs au but 4 - 3    | · R. Lindhout · L. Gielen · L. Gottemaker · J. Koopman · R. Spijker | Spectateurs : 600 Arbitrage : Filippo Gomez Radoslaw Koryzna | Spectateurs : 600 Arbitrage : Filippo Gomez Radoslaw Koryzna |

| 8 avril 2016 | Roumanie | 7 - 8                | Italie | Polo Natatorio Bruno Bianchi, Trieste                            |                                                                  |
| 20h30        |          | (0-2, 3-2, 3-3, 1-1) |        | Spectateurs : 1 500 Arbitrage : Sergey Naumov Georgios Stavridis | Spectateurs : 1 500 Arbitrage : Sergey Naumov Georgios Stavridis |
| 20h30        | Rapport  |                      |        | Spectateurs : 1 500 Arbitrage : Sergey Naumov Georgios Stavridis | Spectateurs : 1 500 Arbitrage : Sergey Naumov Georgios Stavridis |

### Match pour la troisième place
| 10 avril 2016 | France             | 4 - 16               | Espagne       | Polo Natatorio Bruno Bianchi, Trieste         |                                               |
| 15h30         | quatre joueurs (1) | (1-4, 2-5, 0-4, 1-3) | R. Tahull (5) | Arbitrage : Adrian Alexandrescu Sergey Naumov | Arbitrage : Adrian Alexandrescu Sergey Naumov |
| 15h30         | Rapport            |                      |               | Arbitrage : Adrian Alexandrescu Sergey Naumov | Arbitrage : Adrian Alexandrescu Sergey Naumov |

### Finale
| 10 avril 2016 | Hongrie      | 10 - 8               | Italie                       | Polo Natatorio Bruno Bianchi, Trieste                               |                                                                     |
| 17h00         | D. Varga (3) | (2-3, 4-2, 3-1, 1-2) | M. Aicardi, F. Di Fulvio (2) | Spectateurs : 1 500 Arbitrage : Radoslaw Koryzna Georgios Stavridis | Spectateurs : 1 500 Arbitrage : Radoslaw Koryzna Georgios Stavridis |
| 17h00         | Rapport      |                      |                              | Spectateurs : 1 500 Arbitrage : Radoslaw Koryzna Georgios Stavridis | Spectateurs : 1 500 Arbitrage : Radoslaw Koryzna Georgios Stavridis |

## Matchs de classement
|  | Demi-finales 5e/8e places | Demi-finales 5e/8e places |                 |    | 5e et 6e places  | 5e et 6e places  |
|  | Demi-finales 5e/8e places | Demi-finales 5e/8e places |                 |    | 5e et 6e places  | 5e et 6e places  |
|  |                           |                           |                 |    |                  |                  |
|  | 9 avril à 16h00           | 9 avril à 16h00           |                 |    | 10 avril à 12h30 | 10 avril à 12h30 |
|  | 9 avril à 16h00           | 9 avril à 16h00           |                 |    | 10 avril à 12h30 | 10 avril à 12h30 |
|  | Allemagne                 | 7                         |                 |    | 10 avril à 12h30 | 10 avril à 12h30 |
|  | Allemagne                 | 7                         |                 |    | 10 avril à 12h30 | 10 avril à 12h30 |
|  | Pays-Bas                  | 8                         |                 |    | 10 avril à 12h30 | 10 avril à 12h30 |
|  | Pays-Bas                  | 8                         | Pays-Bas        | 9  |                  |                  |
|  | 9 avril à 17h30           |                           | Pays-Bas        | 9  |                  |                  |
|  |                           | Canada                    | 8               |    |                  |                  |
|  | Canada                    | Canada                    | 8               | 14 |                  |                  |
|  | Canada                    |                           |                 | 14 |                  |                  |
|  | Roumanie                  | 7                         |                 |    |                  |                  |
|  | Roumanie                  | 7                         | 7e et 8e places |    |                  |                  |
|  |                           |                           |                 |    |                  |                  |
|  | 10 avril à 11h00          |                           |                 |    |                  |                  |
|  |                           |                           |                 |    |                  |                  |
|  | Allemagne                 | 9                         |                 |    |                  |                  |
|  | Allemagne                 | 9                         |                 |    |                  |                  |
|  | Roumanie                  | 10                        |                 |    |                  |                  |
|  | Roumanie                  | 10                        |                 |    |                  |                  |

### Demi-finales5e/8eplaces

#### Matchs
| 9 avril 2016 | Allemagne       | 7 - 8                | Pays-Bas          | Polo Natatorio Bruno Bianchi, Trieste         |                                               |
| 16h00        | M. Jüngling (3) | (2-1, 3-0, 2-3, 0-4) | trois joueurs (2) | Arbitrage : Pascal Bouchez Viktor Salnichenko | Arbitrage : Pascal Bouchez Viktor Salnichenko |
| 16h00        | Rapport         |                      |                   | Arbitrage : Pascal Bouchez Viktor Salnichenko | Arbitrage : Pascal Bouchez Viktor Salnichenko |

| 9 avril 2016 | Canada                     | 14 - 7               | Roumanie        | Polo Natatorio Bruno Bianchi, Trieste       |                                             |
| 17h30        | J. Boyd, N. Constantin (4) | (5-3, 4-0, 2-1, 3-3) | M. Gheorghe (3) | Arbitrage : Sergio Galindo Vojin Putniković | Arbitrage : Sergio Galindo Vojin Putniković |
| 17h30        | Rapport                    |                      |                 | Arbitrage : Sergio Galindo Vojin Putniković | Arbitrage : Sergio Galindo Vojin Putniković |

### Match pour la septième place
| 10 avril 2016 | Allemagne         | 9 - 10               | Roumanie    | Polo Natatorio Bruno Bianchi, Trieste |                                       |
| 11h00         | trois joueurs (2) | (2-3, 2-2, 1-3, 4-2) | C. Radu (3) | Arbitrage : Henk Smit Doriel Terpenka | Arbitrage : Henk Smit Doriel Terpenka |
| 11h00         | Rapport           |                      |             | Arbitrage : Henk Smit Doriel Terpenka | Arbitrage : Henk Smit Doriel Terpenka |

### Match pour la cinquième place
| 10 avril 2016 | Pays-Bas        | 9 - 8                | Canada        | Polo Natatorio Bruno Bianchi, Trieste |                                       |
| 12h30         | R. Lindhout (4) | (1-2, 2-2, 4-3, 2-1) | J. Conway (3) | Arbitrage : Filippo Gomez Dion Willis | Arbitrage : Filippo Gomez Dion Willis |
| 12h30         | Rapport         |                      |               | Arbitrage : Filippo Gomez Dion Willis | Arbitrage : Filippo Gomez Dion Willis |

## Statistiques et récompenses

### Classements
| Rang               | Équipe         | J | V | N | D | Bp  | Bc | Diff | Pts |
| ------------------ | -------------- | - | - | - | - | --- | -- | ---- | --- |
| Médaille d'or      | Hongrie        | 8 | 7 | 1 | 0 | 106 | 68 | +38  | 15  |
| Médaille d'argent  | Italie         | 8 | 6 | 0 | 2 | 88  | 49 | +39  | 12  |
| Médaille de bronze | Espagne        | 8 | 6 | 0 | 2 | 84  | 42 | +42  | 12  |
| 4                  | France         | 8 | 3 | 1 | 4 | 67  | 95 | -28  | 7   |
| 5                  | Pays-Bas       | 8 | 6 | 1 | 1 | 71  | 59 | +12  | 13  |
| 6                  | Canada         | 8 | 4 | 2 | 2 | 84  | 68 | +16  | 10  |
| 7                  | Roumanie       | 8 | 2 | 2 | 4 | 74  | 84 | -10  | 6   |
| 8                  | Allemagne      | 8 | 1 | 1 | 6 | 76  | 72 | +4   | 3   |
| 9                  | Russie         | 5 | 1 | 1 | 3 | 40  | 49 | -9   | 3   |
| 10                 | Kazakhstan     | 5 | 1 | 1 | 3 | 34  | 55 | -21  | 3   |
| 11                 | Slovaquie      | 5 | 0 | 0 | 5 | 39  | 57 | -18  | 0   |
| 12                 | Afrique du Sud | 5 | 0 | 0 | 5 | 21  | 88 | -67  | 0   |